# استرلینگ (شهرستان پولک، ویسکانسین)
استرلینگ (به انگلیسی: Sterling) یک منطقهٔ مسکونی در ایالات متحده آمریکا است که در شهرستان پولک، ویسکانسین واقع شده‌است. استرلینگ ۱۶۶٫۹ کیلومتر مربع مساحت و ۷۲۴ نفر جمعیت دارد و ۲۵۱ متر بالاتر از سطح دریا واقع شده‌است.